# Dirka po Italiji 1922
Dirka po Italiji 1922 (italijansko Giro d'Italia 1922) je 10. izvedba dirke po Italiji, tritedenske moške cestne kolesarske etapne dirke. Začela se je 24. maja v Milanu in končala 11. junija v Milanu. Sodelovalo je 75 kolesarjev iz treh ekip in privatnih kolesarjev. Skupno zmago je drugič osvojil Giovanni Brunero, drugo mesto Bartolomeo Aymo, tretje pa Giuseppe Enrici (vsi Legnano–Pirelli).

## Ekipe
- Bianchi
- Peugeot–Wolber
- Legnano–Pirelli

## Etape
| Etapa | Datum     | Štart/Cilj                        | Razdalja    | Tip         | Tip             | Zmagovalec                | Vodilni                |
| ----- | --------- | --------------------------------- | ----------- | ----------- | --------------- | ------------------------- | ---------------------- |
| 1     | 24. maj   | Milano – Padova                   | 326 km      |             | gorska etapa    | Gaetano Belloni (ITA)     | Gaetano Belloni (ITA)  |
|       | 25. maj   | dan počitka                       | dan počitka | dan počitka | dan počitka     | dan počitka               | dan počitka            |
| 2     | 26. maj   | Padova – Portorož                 | 268 km      |             | ravninska etapa | Costante Girardengo (ITA) | Gaetano Belloni (ITA)  |
|       | 27. maj   | dan počitka                       | dan počitka | dan počitka | dan počitka     | dan počitka               | dan počitka            |
| 3     | 28. maj   | Portorož – Bologna                | 375 km      |             | ravninska etapa | Gaetano Belloni (ITA)     | Gaetano Belloni (ITA)  |
|       | 29. maj   | dan počitka                       | dan počitka | dan počitka | dan počitka     | dan počitka               | dan počitka            |
| 4     | 30. maj   | Bologna – Pescara                 | 367 km      |             | ravninska etapa | Alfredo Sivocci (ITA)     | Bartolomeo Aymo (ITA)  |
|       | 31. maj   | dan počitka                       | dan počitka | dan počitka | dan počitka     | dan počitka               | dan počitka            |
| 5     | 1. junij  | Pescara – Neapelj                 | 267 km      |             | gorska etapa    | Bartolomeo Aymo (ITA)     | Bartolomeo Aymo (ITA)  |
|       | 2. junij  | dan počitka                       | dan počitka | dan počitka | dan počitka     | dan počitka               | dan počitka            |
| 6     | 3. junij  | Neapelj – Rim                     | 254 km      |             | gorska etapa    | Pietro Linari (ITA)       | Bartolomeo Aymo (ITA)  |
|       | 4. junij  | dan počitka                       | dan počitka | dan počitka | dan počitka     | dan počitka               | dan počitka            |
| 7     | 5. junij  | Rim – Firence                     | 319 km      |             | gorska etapa    | Giovanni Brunero (ITA)    | Giovanni Brunero (ITA) |
|       | 6. junij  | dan počitka                       | dan počitka | dan počitka | dan počitka     | dan počitka               | dan počitka            |
| 8     | 7. junij  | Firence – Santa Margherita Ligure | 292 km      |             | gorska etapa    | Luigi Annoni (ITA)        | Giovanni Brunero (ITA) |
|       | 8. junij  | dan počitka                       | dan počitka | dan počitka | dan počitka     | dan počitka               | dan počitka            |
| 9     | 9. junij  | Genova – Torino                   | 277 km      |             | gorska etapa    | Bartolomeo Aymo (ITA)     | Giovanni Brunero (ITA) |
|       | 10. junij | dan počitka                       | dan počitka | dan počitka | dan počitka     | dan počitka               | dan počitka            |
| 10    | 11. junij | Torino – Milano                   | 348 km      |             | ravninska etapa | Giovanni Brunero (ITA)    | Giovanni Brunero (ITA) |
|       | Skupaj    | Skupaj                            | 3095 km     | 3095 km     | 3095 km         | 3095 km                   | 3095 km                |

## Končna razvrstitev

### Skupni seštevek
| Poz. | Kolesar                  | Ekipa           | Čas           |
| ---- | ------------------------ | --------------- | ------------- |
| 1    | Giovanni Brunero (ITA)   | Legnano–Pirelli | 119h 43' 00"  |
| 2    | Bartolomeo Aymo (ITA)    | Legnano–Pirelli | + 12' 29"     |
| 3    | Giuseppe Enrici (ITA)    | Legnano–Pirelli | + 1h 35' 33"  |
| 4    | Alfredo Sivocci (ITA)    | Legnano–Pirelli | + 1h 52' 13"  |
| 5    | Domenico Schierano (ITA) | —               | + 4h 17' 42"  |
| 6    | Pietro Aymo (ITA)        | Legnano–Pirelli | + 5h 28' 58"  |
| 7    | Paride Ferrari (ITA)     | Peugeot–Wolber  | + 6h 14' 55"  |
| 8    | Nicola Di Biase (ITA)    | —               | + 8h 39' 36"  |
| 9    | Romolo Lazzaretti (ITA)  | —               | + 10h 28' 45" |
| 10   | Dino Bertolino (ITA)     | —               | + 10h 59' 00" |

| Skupna razvrstitev kolesarjev (11–15) | Skupna razvrstitev kolesarjev (11–15) | Skupna razvrstitev kolesarjev (11–15) | Skupna razvrstitev kolesarjev (11–15) |
| Poz.                                  | Kolesar                               | Ekipa                                 | Čas                                   |
| ------------------------------------- | ------------------------------------- | ------------------------------------- | ------------------------------------- |
| 11                                    | Giovanni Bassi (ITA)                  | —                                     | + 11h 49' 23"                         |
| 12                                    | Angelo Guidi (ITA)                    | —                                     | + 12h 09' 48"                         |
| 13                                    | Pietro Sigbaldi (ITA)                 | —                                     | + 16h 37' 26"                         |
| 14                                    | Luigi Sinchetto (ITA)                 | —                                     | + 20h 07' 26"                         |
| 15                                    | Romolo Valpreda (ITA)                 | —                                     | + 23h 48' 14"                         |